# 德祥乡
德祥乡是中国黑龙江省哈尔滨市巴彦县下辖的一个乡，位于巴彦县东北部。

## 行政区划
现辖：
丰胜村、战果村、春荣村、春秋村、新胜村、太平村、聚贤村和宽城村。